# Jerome Ferdinand Weber
 Jerome Ferdinand Weber OSB (* 14. September 1914 in Muenster in Saskatchewan, Kanada; † 4. September 2008) war ein römisch-katholischer Ordensgeistlicher und Benediktiner. Er war Abtordinarius der Territorialabtei St. Peter-Muenster, Saskatchewan.

## Leben
Jerome Ferdinand Weber, zweitältester von 13 Kindern, besuchte die Schule bei den Ursulinen, anschließend das St. Peter College der Benediktinerabtei St. Peter. Er trat dem Benediktinerorden bei, absolvierte das Noviziat in der St.-Johns-Abtei in Collegeville und legte am 22. Februar 1940 die Profess ab. Am 8. Juni 1941 empfing er die Priesterweihe durch Bischof Joseph Francis Busch. Anschließend wurde er Präfekt am St.-Peter-College, absolvierte parallel ein Geschichtsstudium an der University of Saskatchewan.
1958 wurde er Prior von St. Peter in Muenster. Am 6. April 1960 wurde er zum Nachfolger von Severinus Giacomo Gertken OSB gewählt und zum Abt der Gefreiten Abtei St. Peter in Muenster ernannt, einer Abtei mit bistumsähnlicher Funktion, wobei der Abt die Jurisdiktionsgewalt eines Bischofs, nicht aber dessen Weihegewalt, innehat. Er war seit 1983 Mitglied der örtlichen Bischofskonferenz.
Jerome Ferdinand Weber nahm an allen vier Sitzungsperioden 1962 bis 1965 am Zweiten Vatikanischen Konzil teil. In das brasilianische Maceió entsandte er Ordensmitglieder seines Klosters zum Ausbau der Missionsstation. Unter seiner Leitung wurde ein neues Kloster gebaut (1962) sowie eine neue Klosterkirche (1989).
1990 trat er im 75. Lebensjahr von seinen Ämtern zurück; seinem Rücktrittsgesuch wurde durch Papst Johannes Paul II. stattgegeben. Sein Nachfolger wurde Peter Wilfred Novecosky OSB.